# Parc natural regional de Port del Comte
El Parc natural regional de Port del Comte és una àrea natural protegida italiana de la província de Sàsser, situada a la Sardenya nord-occidental, al municipi de l'Alguer. Rep el nom del lloc de considerable importància geonatural de Port del Comte. Va ser establert com a resultat de la Llei Núm. 4 de 26 de febrer de 1999. Ocupa una superfície de 5.350 ha al territori administratiu del comú de l'Alguer, al que s'ha encarregat de la constitució, que va tenir lloc en el mateix any, de l'òrgan de gestió del parc, l'Azienda Speciale Parco di Porto Conte.

## Història
La idea de crear un parc que inclogués el territori de Port del Comte va ser llançada per un grup d'organitzacions ambientals en 1986. El 1995 es va introduir un projecte de llei regional i el 1999 el parc regional va ser establert oficialment.
El parc regional es divideix, segons el grau de protecció aplicat, en quatre àrees:
- Zona A: reserva integral
- Zona B: reserva natural orientada
- Zona C: àrea de protecció
- Zona D: àrea de promoció econòmica i social

## Punts d'interès

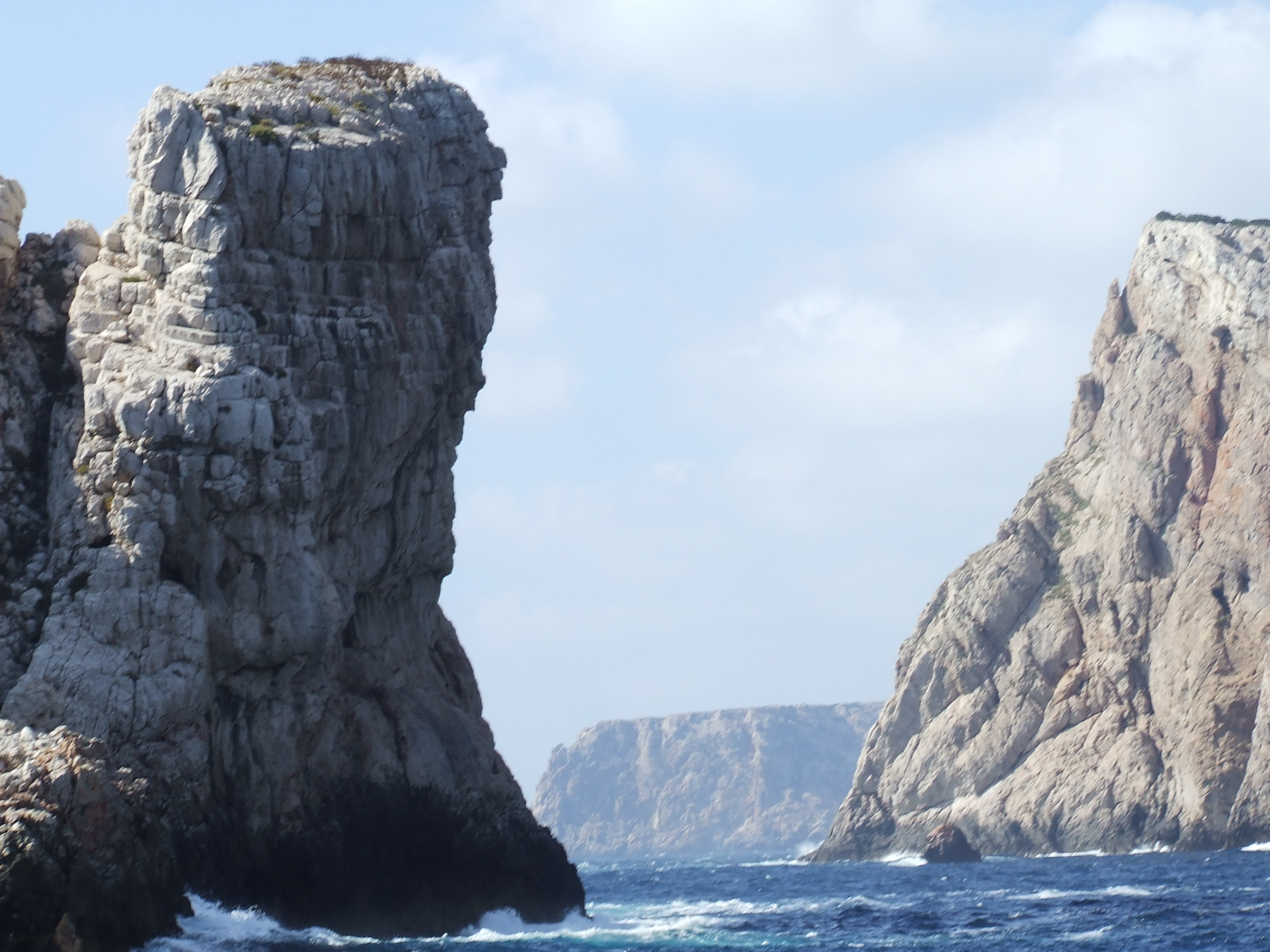
L'illa Foradada.

- Forest Demanial de Port del Conte "Le Prigionette"
En aquest forest s'hi troba un oasi de fauna que alberga cérvols, cavalls salvatges i rucs blancs. El complex està obert al públic i ofereix diferents rutes de senderisme i restaurants.[6]
- Coves de Neptú
El complex càrstic es troba a la base del penya-segat de Cap de la Caça i s'hi pot arribar a través d'un vaixell que salpa des del port de l'Alguer o baixant una escala llarga (l'Escala del Cabirol) que surt de la plataforma d'estacionament de Cap de la Caça fins a arribar a l'entrada de la cova.[7]
- Llac de Baratz
És l'únic llac natural de Sardenya. És a poca distància del parc regional, encara que no s'inclou dins del seu perímetre de protecció.[8]
- promontori de Cap de la Caça
La naturalesa calcària de les seves roques va portar a la formació de nombroses coves. Al promontori hi ha el far de Cap de la Caça.
- Illa Foradada
Es troba davant del promontori de Cap de la Caça i deu el seu nom a la Cova dels Coloms, creat per l'acció de l'erosió de la mar, que travessa de manera parcial. A l'illa hi ha un rar endemisme, la Brassica insularis.[9]

## Accés
L'àrea protegida és de fàcil accés de l'Alguer, ja que es troba a poc menys de 20 kilòmetres, al llarg de la carretera estatal 127 bis en direcció a Fertília i seguint fins a Tramariu, seu de l'ens de gestió del parc regional. Arribant de Sàsser per la carretera estatal 291 fins a l'entrada de la carretera provincial número 55 que porta fins a dins del parc.

## Activitats
La visita al parc regional s'articula en cursos organitzats per la direcció, en col·laboració amb l'Agència Forestal de Sardenya, que gestiona el patrimoni ambiental del parc i la totalitat dels boscos nacionals. Es proposen quatre rutes diferents:
- Visita a Casa Joiosa, seu del parc, des d'on es poden veure els panells que il·lustren les característiques ambientals de l'àrea protegida i els laboratoris docents del centre ambiental;
- Visita al bosc demanial Le Prigionette, seguint una ruta de senderisme a través del complex forestal que també permet detectar les espècies animals que habiten la zona;
- Visita a Punta del Lliri, a través d'una ruta de senderisme, que entra en el matoll mediterrani fins a arribar a la part superior i on es poden veure les restes dels llocs militars de la Segona Guerra Mundial;
- El viatge en vaixell, que surt des del port de l'Alguer en la direcció de la badia de Port del Comte, durant el qual es descriuen les característiques de l'entorn costaner protegit.[12]

## Allotjament
Al parc s'hi ha instituït el Centro di Educazione Ambientale Marino e Terrestre (C.E.A.MA.T.) per tal de proporcionar una eina capaç de formar la cultura ambiental dels visitants. El C.E.A.MA.T., a més de l'estructura terrestre, té un vaixell que s'utilitza per a la investigació científica i la realització de visites guiades per als visitants del parc. El vaixell navega al llarg de la costa nord de Sardenya, acoblant a la veïna Còrsega meridional.
El Centro Ambientale s'ocupa de la recerca científica i de l'estudi dels ecosistemes i dels hàbitats costaners, marítims i terrestres.